# 舜天

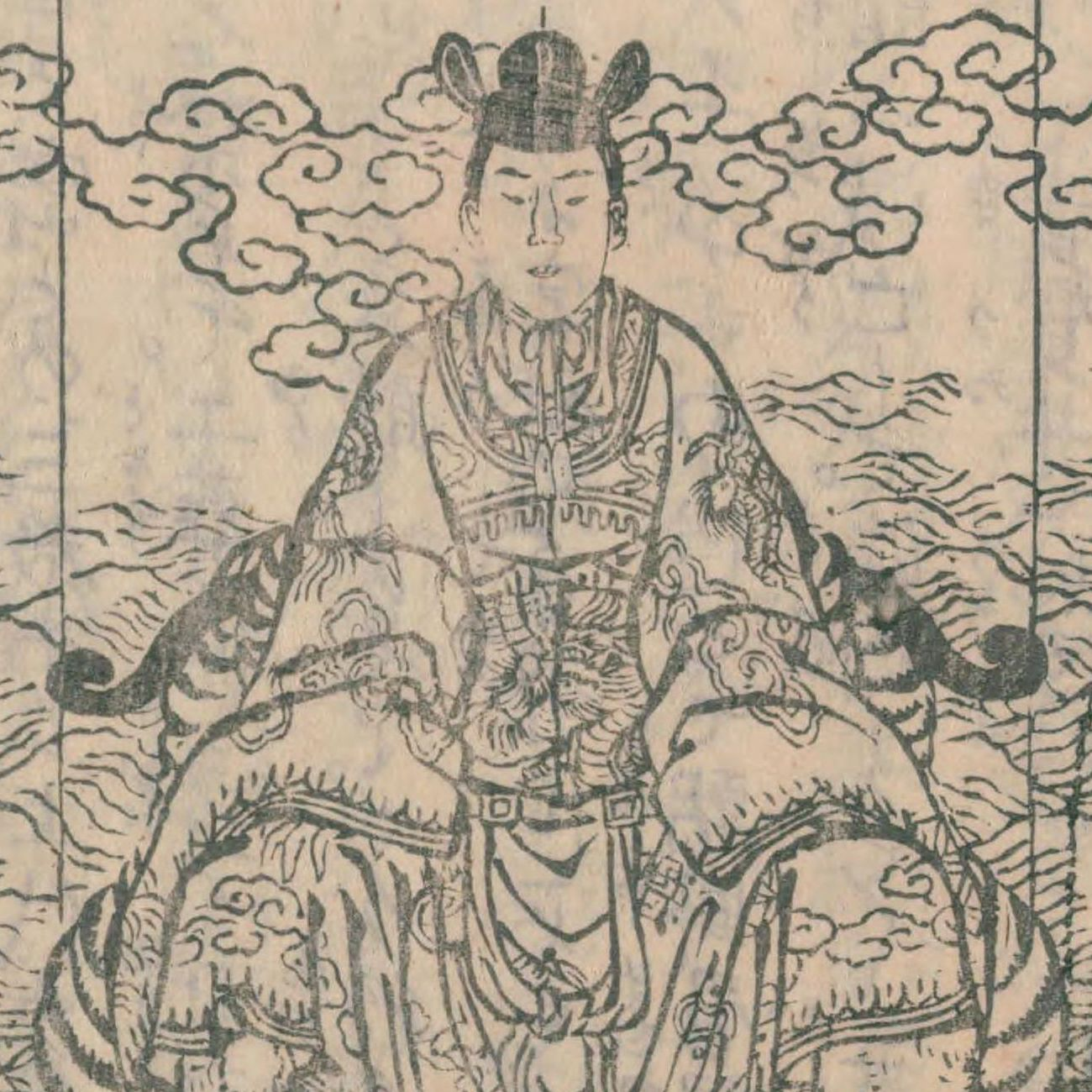
葛饰北斋《椿説弓張月》所描绘的舜天丸的加冕，即后来的中山王舜天。

舜天（琉球語：／  ?；1166年—1237年）據《中山世鑑》和《中山世譜》中記載，是琉球國舜天王朝建立者，神號尊敦。1187年至1237年在位。
根據《中山世鑑》記載，他是日本武將源為朝的兒子。保元之亂後，源為朝被流放伊豆國，因遇大風漂流至沖繩本島，並與當地豪族大里按司的妹妹結婚，生子尊敦（即後來的舜天）。尊敦15歲時即成為浦添按司。
1186年，天孫王朝第25代（末代）國王為重臣利勇所弒，琉球國大亂。舜天出兵平叛，誅滅利勇。因天孫王朝末代王無子，22歲的舜天遂於次年被群臣擁立為王。
舜天王事跡無從考證，又據有神話色彩，因此有些沖繩學學者對其真實性提出質疑。《保元物語》中並沒有關於源為朝渡琉的記載，有些學者據此認為源為朝根本就沒有漂泊至琉球的經歷，因此舜天王為源為朝之子係後世附會。甚至有學者認為舜天王本人就是一個杜撰的人物，琉球第一個國王「不是舜天，而是英祖。」

## 註解
1. ↑  [.   [2012-05-26]. （原始内容存档于2012-12-03）. ]
2. ↑  《新稿·沖繩的歷史》，比嘉春潮著，三一書房，1970年出版，第62頁、60頁。
3. ↑  《琉球的歷史》，宮城榮昌著，第33頁至35頁